# I liga urugwajska w piłce nożnej (1950)
- Mistrz Urugwaju 1950: Club Nacional de Football
- Wicemistrz Urugwaju 1950: CA Peñarol
- Spadek do drugiej ligi: CA Bella Vista
- Awans z drugiej ligi: Defensor Sporting

Mistrzostwa Urugwaju w roku 1950 były mistrzostwami rozgrywanymi według systemu, w którym wszystkie kluby rozgrywały ze sobą mecze każdy z każdym u siebie i na wyjeździe, a o tytule mistrza i dalszej kolejności decydowała końcowa tabela.

## Primera División

### Kolejka 1
| Mecz                                                 |
| ---------------------------------------------------- |
| Club Nacional de Football – Montevideo Wanderers 4:2 |
| River Plate Montevideo – Danubio FC 3:2              |
| CA Cerro – Central Montevideo 2:1                    |
| CA Bella Vista – Liverpool Montevideo 3:1            |
| CA Peñarol – Rampla Juniors 2:1                      |

### Kolejka 2
| Mecz                                              |
| ------------------------------------------------- |
| CA Peñarol – Central Montevideo 2:1               |
| Club Nacional de Football – CA Cerro 4:2          |
| Rampla Juniors – CA Bella Vista 2:0               |
| Montevideo Wanderers – River Plate Montevideo 1:1 |
| Danubio FC – Liverpool Montevideo 1:1             |

### Kolejka 3
| Mecz                                          |
| --------------------------------------------- |
| Club Nacional de Football – Danubio FC 3:2    |
| Rampla Juniors – Montevideo Wanderers 4:0     |
| CA Cerro – CA Bella Vista 3:2                 |
| CA Peñarol – River Plate Montevideo 2:0       |
| Central Montevideo – Liverpool Montevideo 3:1 |

### Kolejka 4
| Mecz                                           |
| ---------------------------------------------- |
| CA Peñarol – Liverpool Montevideo 4:2          |
| Club Nacional de Football – CA Bella Vista 3:0 |
| Rampla Juniors – River Plate Montevideo 2:0    |
| Central Montevideo – Montevideo Wanderers 1:0  |
| CA Cerro – Danubio FC 2:1                      |

### Kolejka 5
| Mecz                                                   |
| ------------------------------------------------------ |
| Club Nacional de Football – River Plate Montevideo 3:0 |
| CA Peñarol – Danubio FC 0:0                            |
| Rampla Juniors – CA Cerro 3:1                          |
| Central Montevideo – CA Bella Vista 3:1                |
| Liverpool Montevideo – Montevideo Wanderers 3:0        |

### Kolejka 6
| Mecz                                                 |
| ---------------------------------------------------- |
| CA Peñarol – CA Bella Vista 2:2                      |
| CA Cerro – River Plate Montevideo 3:2                |
| Club Nacional de Football – Liverpool Montevideo 4:0 |
| Central Montevideo – Rampla Juniors 1:0              |
| Danubio FC – Montevideo Wanderers 2:1                |

### Kolejka 7
| Mecz                                            |
| ----------------------------------------------- |
| Club Nacional de Football – Rampla Juniors 3:1  |
| CA Peñarol – Montevideo Wanderers 1:1           |
| Danubio FC – CA Bella Vista 2:1                 |
| Central Montevideo – River Plate Montevideo 1:1 |
| Liverpool Montevideo – CA Cerro 4:1             |

### Kolejka 8
| Mecz                                        |
| ------------------------------------------- |
| CA Peñarol – Club Nacional de Football 2:0  |
| River Plate Montevideo – CA Bella Vista 3:1 |
| Rampla Juniors – Liverpool Montevideo 2:1   |
| Danubio FC – Central Montevideo 2:2         |
| CA Cerro – Montevideo Wanderers 5:2         |

### Kolejka 9
| Mecz                                               |
| -------------------------------------------------- |
| CA Peñarol – CA Cerro 2:0                          |
| Club Nacional de Football – Central Montevideo 3:3 |
| Liverpool Montevideo – River Plate Montevideo 1:0  |
| Montevideo Wanderers – CA Bella Vista 5:1          |
| Rampla Juniors – Danubio FC 2:2                    |

### Kolejka 10
| Mecz                                                 |
| ---------------------------------------------------- |
| Club Nacional de Football – Montevideo Wanderers 1:0 |
| Danubio FC – River Plate Montevideo 1:0              |
| CA Cerro – Central Montevideo 2:1                    |
| Liverpool Montevideo – CA Bella Vista 3:2            |
| CA Peñarol – Rampla Juniors 3:1                      |

### Kolejka 11
| Mecz                                              |
| ------------------------------------------------- |
| CA Peñarol – Central Montevideo 2:1               |
| Club Nacional de Football – CA Cerro 3:2          |
| Rampla Juniors – CA Bella Vista 3:1               |
| Montevideo Wanderers – River Plate Montevideo 2:2 |
| Liverpool Montevideo – Danubio FC 1:0             |

### Kolejka 12
| Mecz                                          |
| --------------------------------------------- |
| Danubio FC – Club Nacional de Football 1:0    |
| Rampla Juniors – Montevideo Wanderers 3:2     |
| CA Bella Vista – CA Cerro 1:0                 |
| River Plate Montevideo – CA Peñarol 3:1       |
| Central Montevideo – Liverpool Montevideo 4:3 |

### Kolejka 13
| Mecz                                           |
| ---------------------------------------------- |
| CA Peñarol – Liverpool Montevideo 2:0          |
| Club Nacional de Football – CA Bella Vista 3:0 |
| Rampla Juniors – River Plate Montevideo 3:3    |
| Central Montevideo – Montevideo Wanderers 4:1  |
| CA Cerro – Danubio FC 3:1                      |

### Kolejka 14
| Mecz                                                   |
| ------------------------------------------------------ |
| Club Nacional de Football – River Plate Montevideo 4:0 |
| CA Peñarol – Danubio FC 4:1                            |
| Rampla Juniors – CA Cerro 2:1                          |
| Central Montevideo – CA Bella Vista 2:2                |
| Liverpool Montevideo – Montevideo Wanderers 2:2        |

### Kolejka 15
| Mecz                                                 |
| ---------------------------------------------------- |
| CA Peñarol – CA Bella Vista 1:0                      |
| CA Cerro – River Plate Montevideo 3:0                |
| Club Nacional de Football – Liverpool Montevideo 7:1 |
| Rampla Juniors – Central Montevideo 1:0              |
| Danubio FC – Montevideo Wanderers 2:0                |

### Kolejka 16
| Mecz                                            |
| ----------------------------------------------- |
| Club Nacional de Football – Rampla Juniors 3:0  |
| CA Peñarol – Montevideo Wanderers 3:3           |
| Danubio FC – CA Bella Vista 2:2                 |
| Central Montevideo – River Plate Montevideo 4:1 |
| CA Cerro – Liverpool Montevideo 4:0             |

### Kolejka 17
| Mecz                                        |
| ------------------------------------------- |
| Club Nacional de Football – CA Peñarol 2:0  |
| River Plate Montevideo – CA Bella Vista 3:0 |
| Liverpool Montevideo – Rampla Juniors 2:0   |
| Central Montevideo – Danubio FC 3:2         |
| Montevideo Wanderers – CA Cerro 3:0         |

### Kolejka 18
| Mecz                                               |
| -------------------------------------------------- |
| CA Peñarol – CA Cerro 6:3                          |
| Club Nacional de Football – Central Montevideo 2:2 |
| Liverpool Montevideo – River Plate Montevideo 2:2  |
| CA Bella Vista – Montevideo Wanderers 1:0          |
| Rampla Juniors – Danubio FC 5:1                    |

### Końcowa tabela sezonu 1950
| Poz | Klub                      | Mecze | Zw | Rem | Por | Pkt | BrZd | BrStr |
| --- | ------------------------- | ----- | -- | --- | --- | --- | ---- | ----- |
| 1   | Club Nacional de Football | 18    | 14 | 2   | 2   | 30  | 52   | 18    |
| 2   | CA Peñarol                | 18    | 12 | 4   | 2   | 28  | 39   | 21    |
| 3   | Rampla Juniors            | 18    | 10 | 2   | 6   | 22  | 35   | 26    |
| 4   | Central Montevideo        | 18    | 8  | 5   | 5   | 21  | 37   | 28    |
| 5   | CA Cerro                  | 18    | 9  | 0   | 9   | 18  | 37   | 38    |
| 6   | Danubio FC                | 18    | 5  | 5   | 8   | 15  | 25   | 33    |
| 7   | Liverpool Montevideo      | 18    | 6  | 3   | 9   | 15  | 28   | 41    |
| 8   | River Plate Montevideo    | 18    | 4  | 5   | 9   | 13  | 24   | 36    |
| 9   | Montevideo Wanderers      | 18    | 2  | 5   | 11  | 9   | 25   | 40    |
| 10  | CA Bella Vista            | 18    | 3  | 3   | 12  | 9   | 20   | 41    |

### Baraż o utrzymanie się w pierwszej lidze
Wobez równej liczby punktów dwóch ostatnich w tabeli klubów rozegrano baraż o utrzymanie się w pierwszej lidze.
| Mecz                                      |
| ----------------------------------------- |
| CA Bella Vista – Montevideo Wanderers 2:1 |
| Montevideo Wanderers – CA Bella Vista 1:0 |

Klub CA Bella Vista spadł do drugiej ligi.

### Klasyfikacja strzelców bramek
| Gole | Piłkarz            | Klub                      |
| ---- | ------------------ | ------------------------- |
| 14   | Juan Ramón Orlandi | Club Nacional de Football |